# Ізосимовка
Ізо́симовка (рос. Изосимовка, ерз. Изосимовка) — село у складі Ковилкінського району Мордовії, Росія. Адміністративний центр Ізосимовського сільського поселення.
Населення — 186 осіб (2010; 198 у 2002).
Національний склад станом на 2002 рік:
- мордва — 55 %
- росіяни — 45 %